# Aleksej Andreevič Chovanskij
Aleksej Andreevič Chovanskij, in russo Алексей Андреевич Хованский? (Chovanščino, 22 febbraio 1814 – Voronež, 29 gennaio 1899), è stato un filologo e linguista russo ed editore degli Annali della Filologia, la più antica rivista russa.

## Biografia
A sue spese per 40 anni organizzò, redasse e pubblicò la prima rivista russa di filologia. Considerato uno degli editori russi di maggior successo, fu in contatto con grandi personalità filologiche del tempo. Era un semplice insegnante di lingua russa, ma molti accademici lo ritenevano un loro pari.
Lo scopo principale della vita di Chovanskij fu l'introduzione di un « metodo di insegnamento più efficiente, un comportamento più razionale e pratico nell'insegnamento della loro lingua madre ». 
Questo metodo è stato chiamato "Parola vivente": « Una parola vivace e affascinante è la grande potenza che cattura l'attenzione del pubblico, la forza che muove i cuori e sentimenti - si può dire - l'anima nella pratica pedagogica. Un racconto affascinante e divertente ha un valore importante ad ogni soggetto scientifico ».
Dopo la sua morte nel 1899 fu organizzato dalla Fondazione Chovanskij un premio per i migliori insegnanti.